# MEW Mittelständische Energiewirtschaft Deutschland
Der MEW Mittelständische Energiewirtschaft Deutschland e.V. ist ein Dachverband des unabhängigen Energiemittelstandes in Deutschland. Der MEW vereint über seine Mitgliedsverbände circa 3.000 mittelständisch strukturierte Energieunternehmen mit einem Umsatz von rund 35 Milliarden Euro und vertritt deren Interessen gegenüber der Politik. MEW ist Mitglied im Europäischen Dachverband  UPEI.

## Geschichte
Die Vorgängerorganisation war die 1971 in Bonn gegründete Interessengemeinschaft mittelständischer Mineralölverbände, die sich  für die Belange der mittelständischen Mineralölwirtschaft in Deutschland einsetzte. Als engerer Zusammenschluss wurde 2008 der gemeinsame Dachverband MEW Die mittelständische Mineralöl- und Energiewirtschaft Deutschland e.V. gegründet. Zu Beginn des Jahres 2011 erfolgte eine Öffnung des Dachverbandes auch für solche Verbände und Unternehmen, die nicht überwiegend im Mineralölgeschäft tätig sind, sondern die sich grundsätzlich als mittelständische Energieversorger verstehen. Zudem wurde der Verband unter Beibehaltung des Kürzels in MEW Mittelständische Energiewirtschaft Deutschland e.V. umbenannt.

## Mitglieder
- Aussenhandelsverband für Mineralöl und Energie e. V. (AFM+E)[4]
- Fuel Power Energy e.V. (FPE)[5]
- Unabhängiger Tanklagerverband e.V. (UTV)[6]

## Mitgliedsunternehmen der Mitgliedsverbände
(Auswahl)
- Allguth[7]
- Avia Deutschland[8]
- BayWa[9]
- CropEnergies[10]
- Mabanaft Deutschland[11]
- Petronord[12]
- Q1 Energie[13]
- Roth Energie[14]
- Sprint Tank[15]
- TanQuid[16]
- Unitank[17]
- Varo Energy Germany[18]
- Verbio[19]